# Biserica „Sfântul Nicolae” din Florești
Biserica „Sf. Nicolae” este o biserică amplasată în Florești, Republica Moldova. Este un monument arhitectural de importanță națională inclus în Registrul monumentelor Republicii Moldova ocrotite de stat cu nr. 1245 (raionul Florești). Datează din 1809.